# Santa Ana, Fresnillo
Santa Ana är en ort i Mexiko.   Den ligger i kommunen Fresnillo och delstaten Zacatecas, i den centrala delen av landet, 600 km nordväst om huvudstaden Mexico City. Santa Ana ligger 2 059 meter över havet och antalet invånare är 278.
Terrängen runt Santa Ana är en högslätt. Runt Santa Ana är det ganska glesbefolkat, med 38 invånare per kvadratkilometer. Närmaste större samhälle är Fresnillo, 14,0 km väster om Santa Ana. Omgivningarna runt Santa Ana är i huvudsak ett öppet busklandskap.